# Nogomet na OI 1948.
Nogomet na OI 1948. u Londonu.

### Srebrno odličje
Jugoslavenska nogometna reprezentacija
| Državljanstvo podrijetla | Ime i prezime          | Nadnevak rođenja | Klub za kojeg je igrao |
| ------------------------ | ---------------------- | ---------------- | ---------------------- |
| SR Hrvatska              | Franjo Šoštarić        | 1919.            | Partizan               |
| SR Hrvatska              | Miroslav Brozović      | 1917.            | Partizan               |
| SR Srbija                | Branko Stanković       | 1921.            | Crvena zvezda          |
| SR Hrvatska              | Zlatko Čajkovski       | 1923.            | Partizan               |
| SR Srbija                | Aleksandar Atanacković | 1920.            | Partizan               |
| SR Srbija                | Prvoslav Mihajlović    | 1921.            | Partizan               |
| SR Srbija                | Rajko Mitić            | 1922.            | Crvena zvezda          |
| SR Hrvatska              | Franjo Wölfl           | 1918.            | Dinamo                 |
| SR Hrvatska              | Stjepan Bobek          | 1923.            | Partizan               |
| SR Hrvatska              | Željko Čajkovski       | 1925.            | Dinamo                 |
| SR Hrvatska              | Ljubomir Lovrić        | 1920.            | Crvena zvezda          |
| SR Hrvatska              | Zvonimir Cimermančić   | 1917.            | Dinamo                 |
| SR Hrvatska              | Bernard Vukas          | 1927.            | Hajduk                 |
| SR Hrvatska              | Ivan Jazbinšek         | 1914.            | Dinamo                 |
| SR Hrvatska              | Ratko Kacian           | 1917.            | Dinamo                 |
| SR Hrvatska              | Frane Matošić          | 1918.            | Hajduk                 |
| SR Srbija                | Bela Palffy            | 1923.            | Partizan               |
| SR Srbija                | Miodrag Jovanović      | 1922.            | Partizan               |
| SR Srbija                | Kosta Tomašević        | 1923.            | Crvena zvezda          |
| SR Hrvatska              | Josip Takač            | 1919.            | Crvena zvezda          |
| SR Hrvatska              | Božo Broketa           | 1922.            | Hajduk                 |
| SR Srbija                | Aleksandar Petrović    | 1914.            | Sloga (Novi Sad)       |

trener: Komisija FOJ pri FISAJ: Milorad Arsenijević (Beograd) i Aleksandar Tirnanić (Beograd)

## Turnir

### Preliminarni krug
- Luksemburg -  Afganistan 6:0
- Nizozemska -  Irska 3:1

### Prvi krug
- Jugoslavija -  Luksemburg 6:1
- Danska -  Egipat 3:1 (pr.)
- Velika Britanija -  Nizozemska 4:3 (pr.)
- Francuska -  Indija 2:1
- Turska -  Tajvan 4:0
- Švedska -  Austrija 3:0
- Južna Koreja -  Meksiko 5:3
- Italija -  SAD 9:0

### Četvrtzavršnica
- Jugoslavija -  Turska 3:1
- Švedska -  Južna Koreja 12:0
- Velika Britanija -  Francuska 1:0
- Danska -  Italija 5:3

### Poluzavršnica
- Švedska -  Danska 4:2
- Velika Britanija -  Jugoslavija 1:3

### Utakmica za broncu
- Velika Britanija -  Danska 3:5

### Utakmica za zlato
- Švedska -  Jugoslavija 3:1

## Konačna ljestvica
```
1. 
 
Švedska
        4 0 0 22:
0
3  8
2. 
 
Jugoslavija
    3 1 0 13:
0
6  7
3. 
 
Danska
         3 1 0 15:11  7
4. 
 
V. Britanija
   2 2 0  9:11  6
5. 
 
Francuska
      1 1 0  2:
0
2  3
6. 
 
Italija
        1 1 0 12:
0
5  3
7. 
 
Koreja
         1 1 0  5:13  3
8. 
 
Turska
         1 1 0  5:
0
3  3
```